# Салакас
Салакас (лит. Salakas, ранее рус. Солоки) — местечко в Зарасайском районе Утенского уезда Литвы. Центр Салакского староства.

## Архитектура

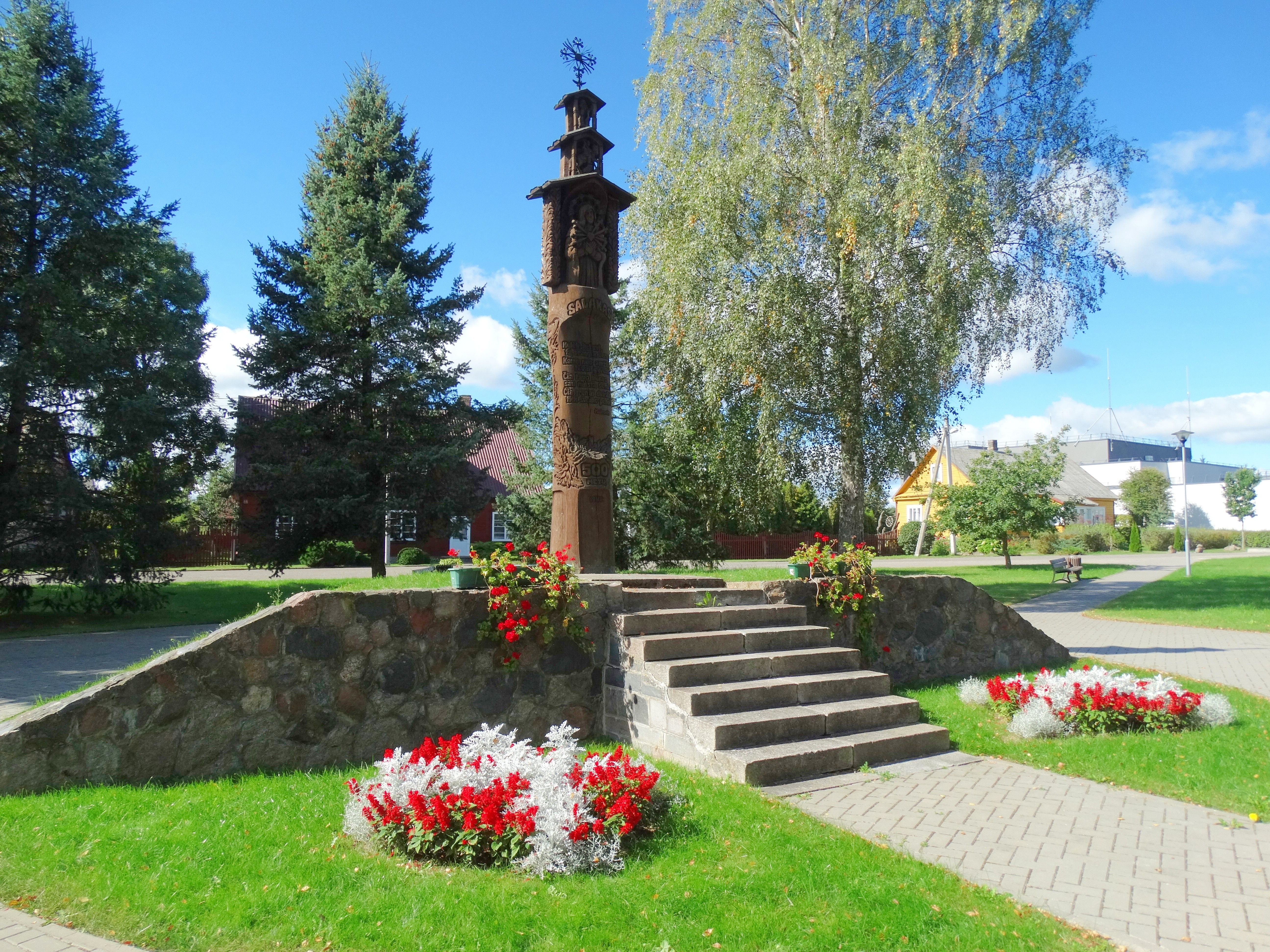
Памятник «Салакасу 500 лет»
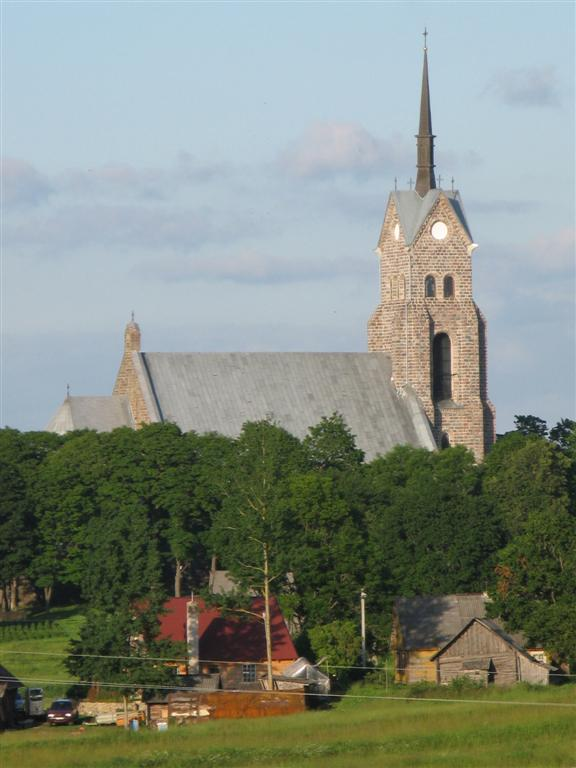
Салакский костёл

- Памятник «Салакасу 500 лет»
- Салакский костёл[лит.]

## География
На юго-западе местечка находятся поля Ажвинчяй-Минчёс (Салакский лес). Имеется месторождение гравия. На севера Салакаса также располагается озеро Луодис. На западе от местечка есть региональный парк Гражуте. В окрестностях местечка находится гора Кунигокальнис. Салакская сосна является природным памятником местечка.

## Галерея

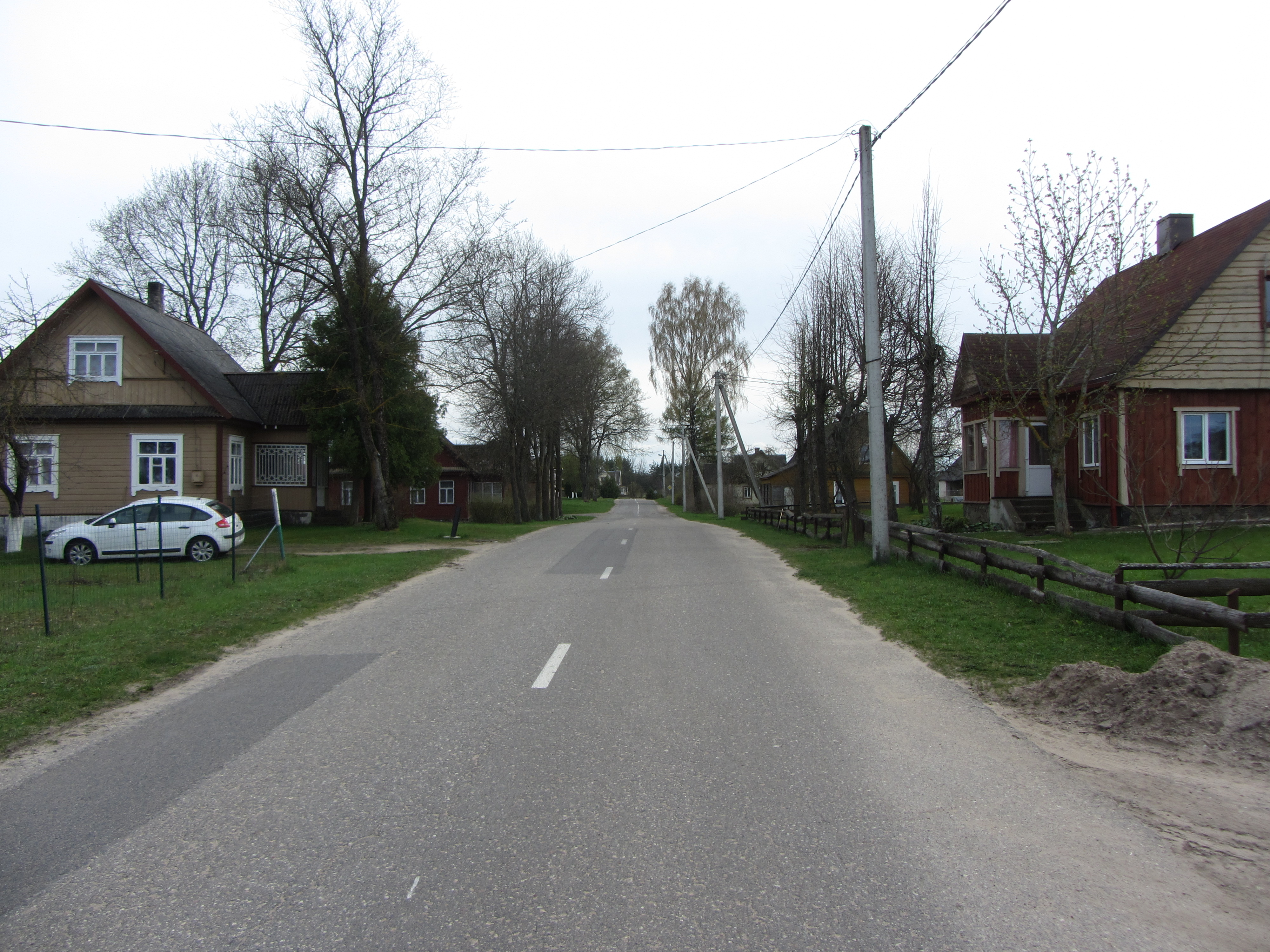
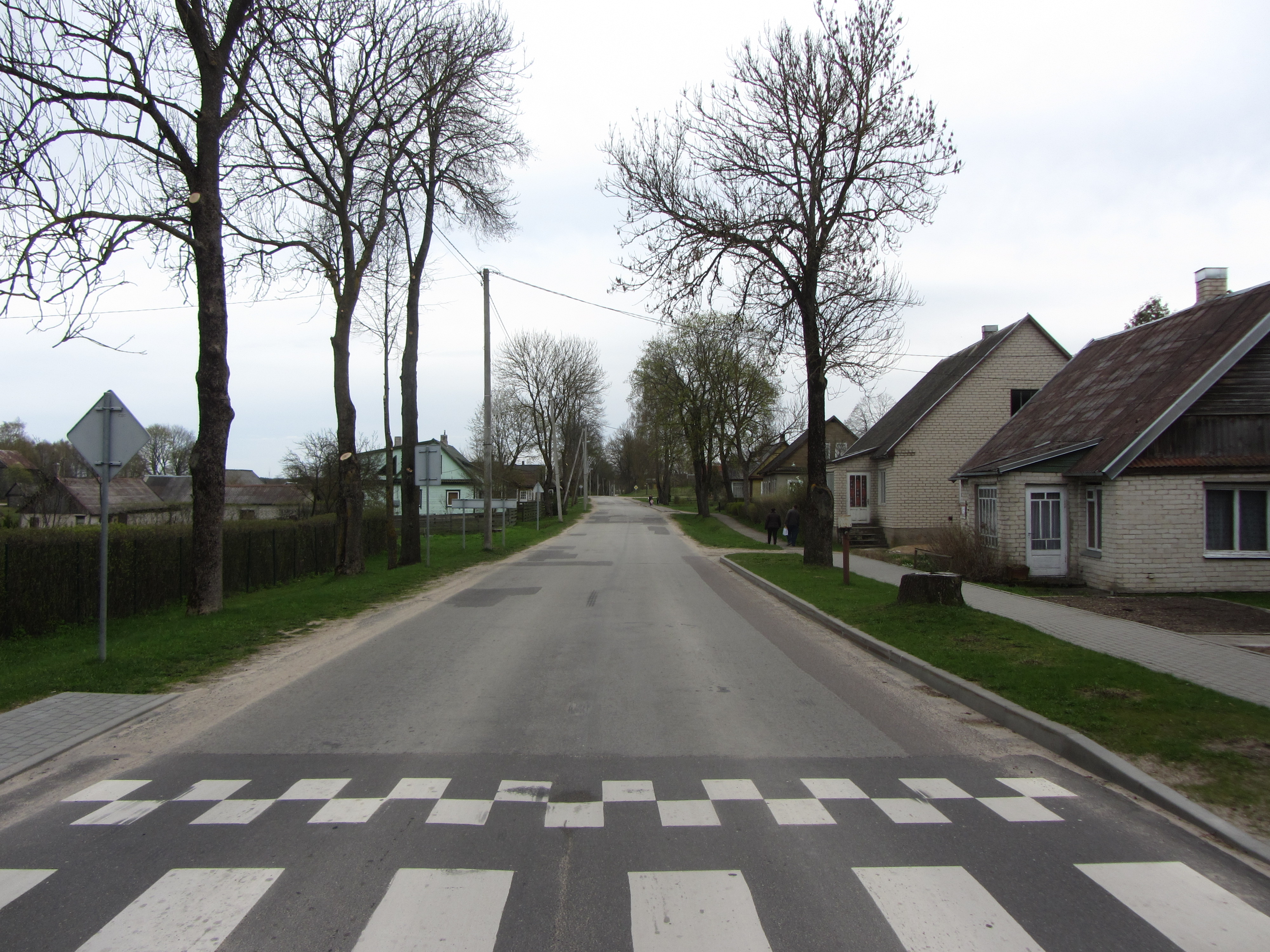
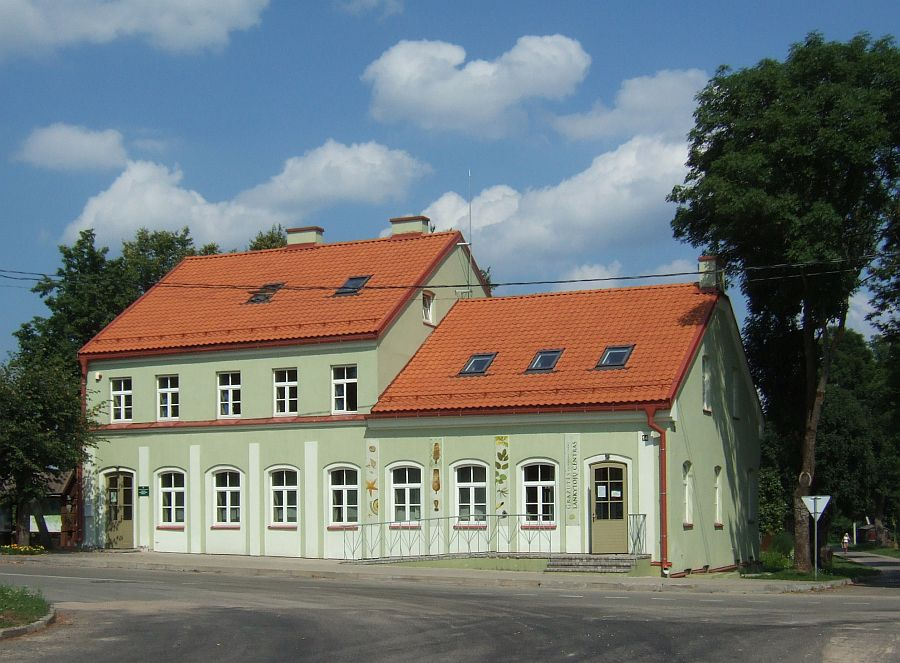
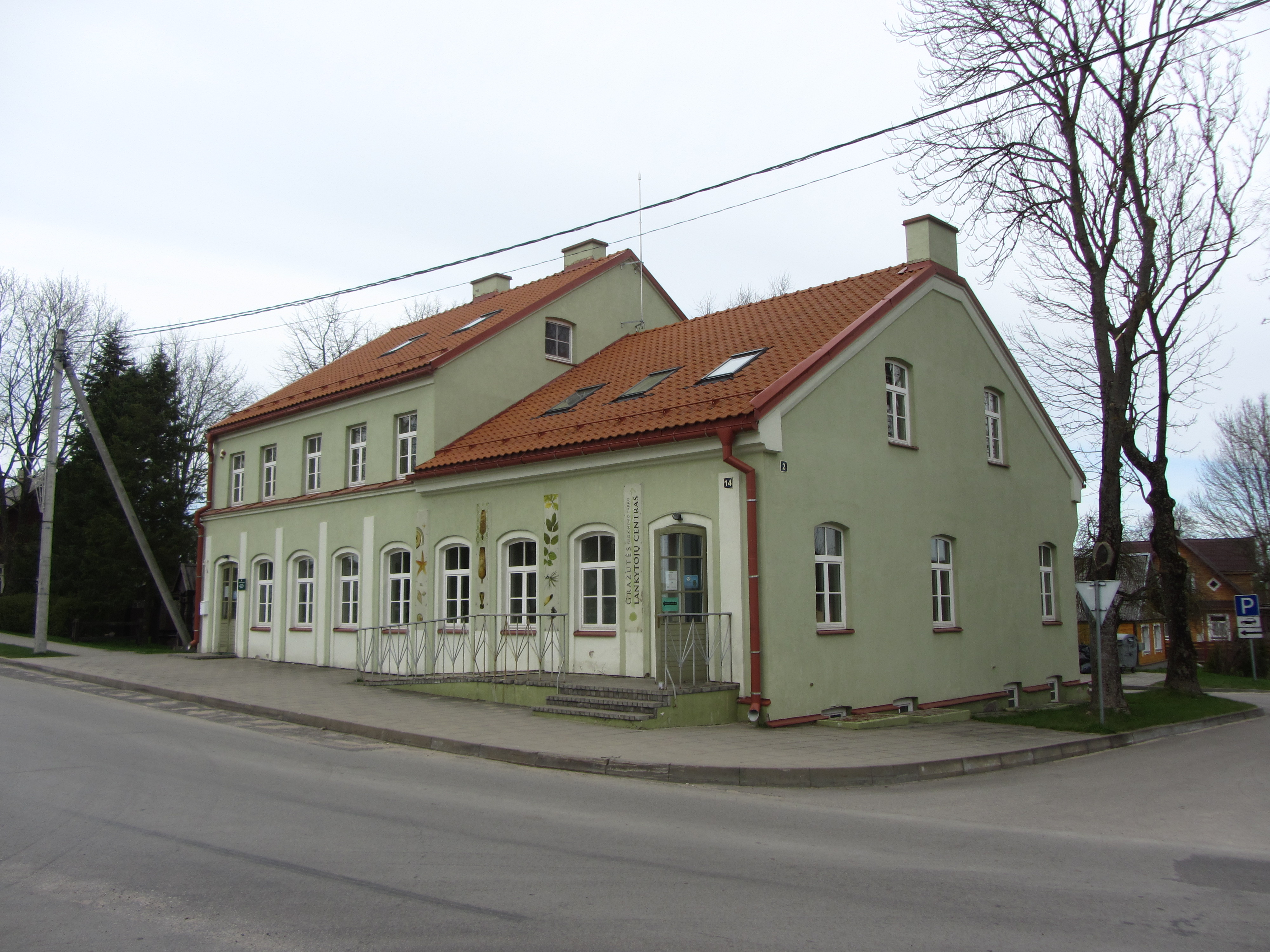
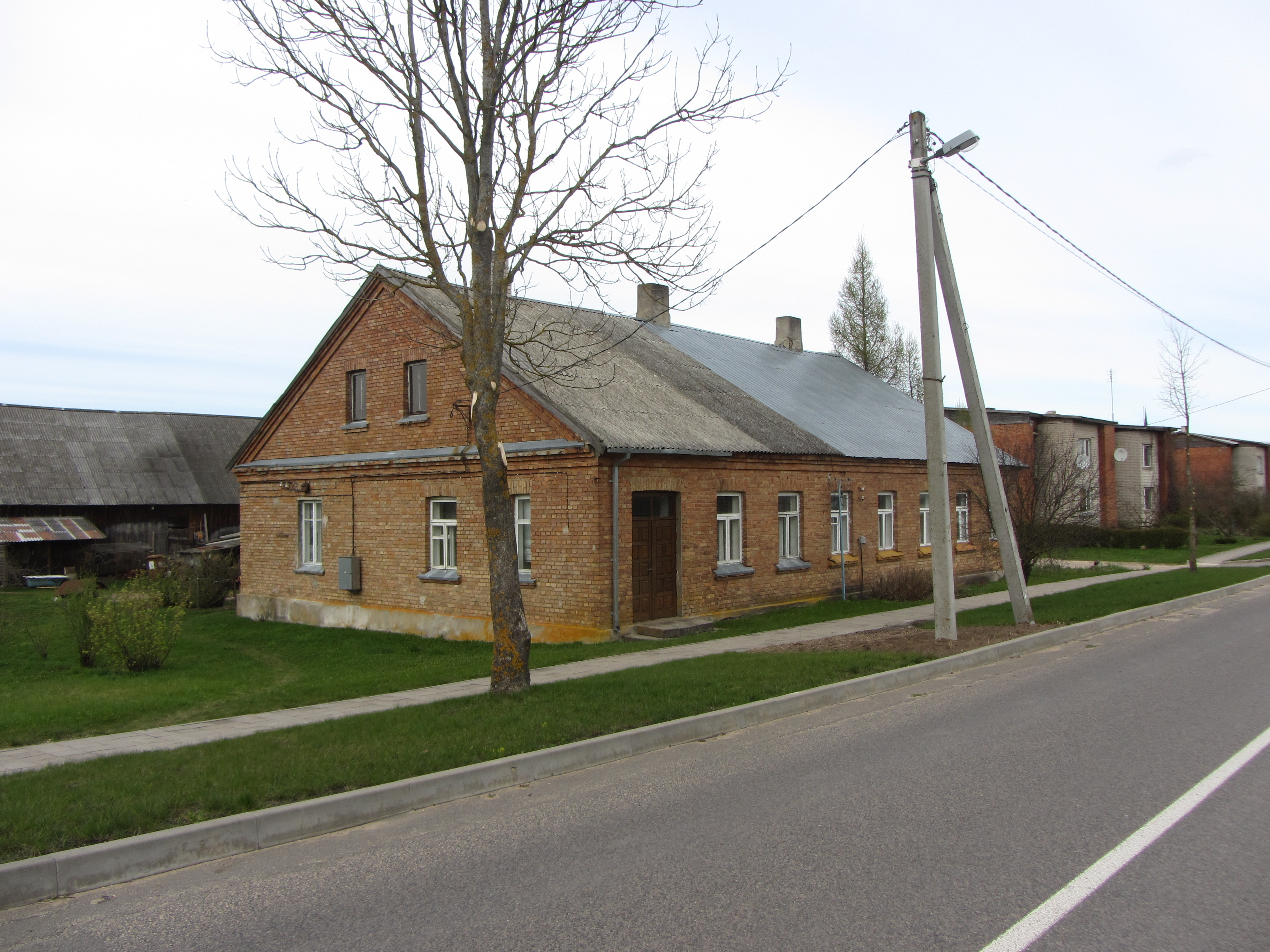
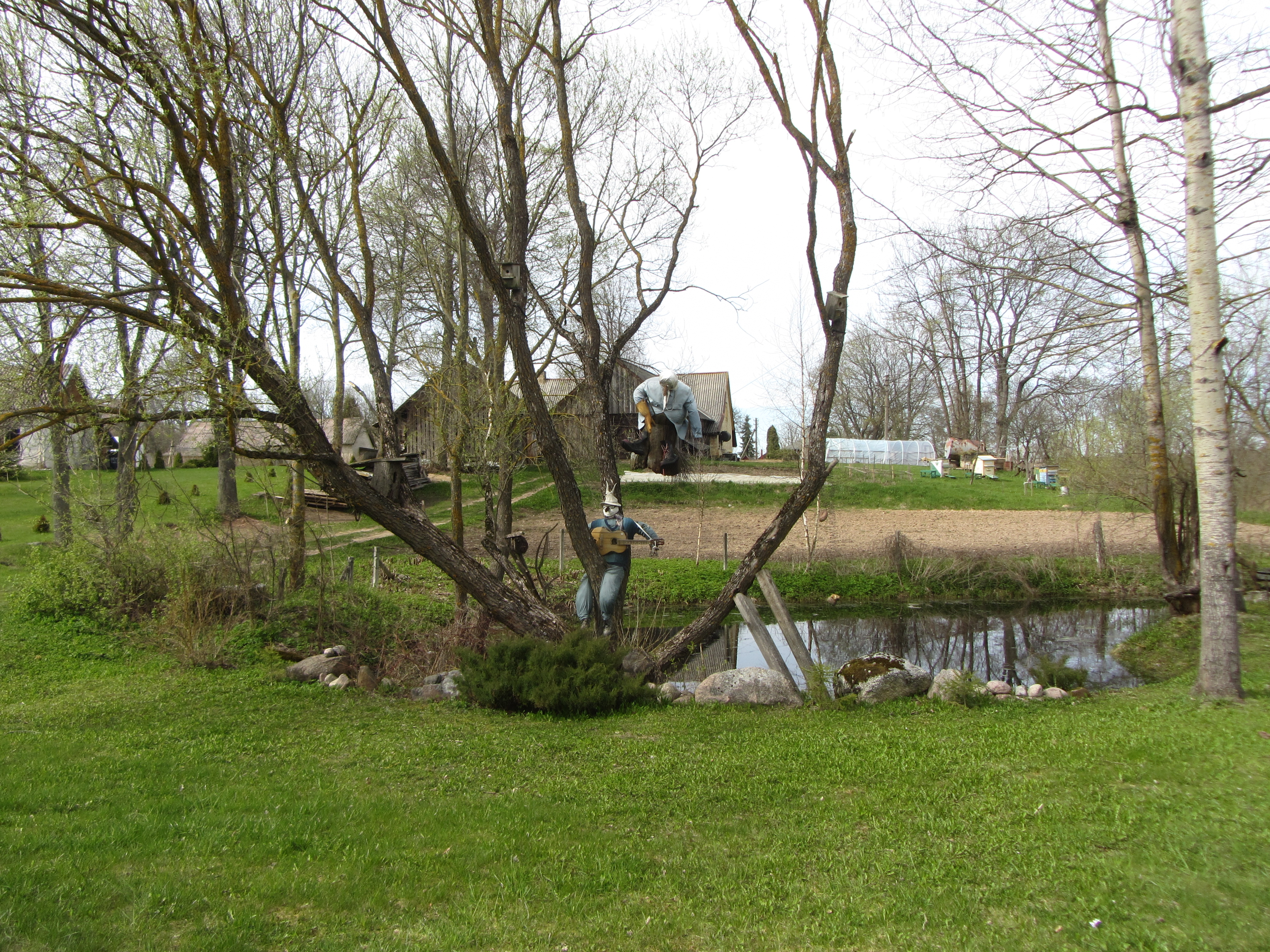
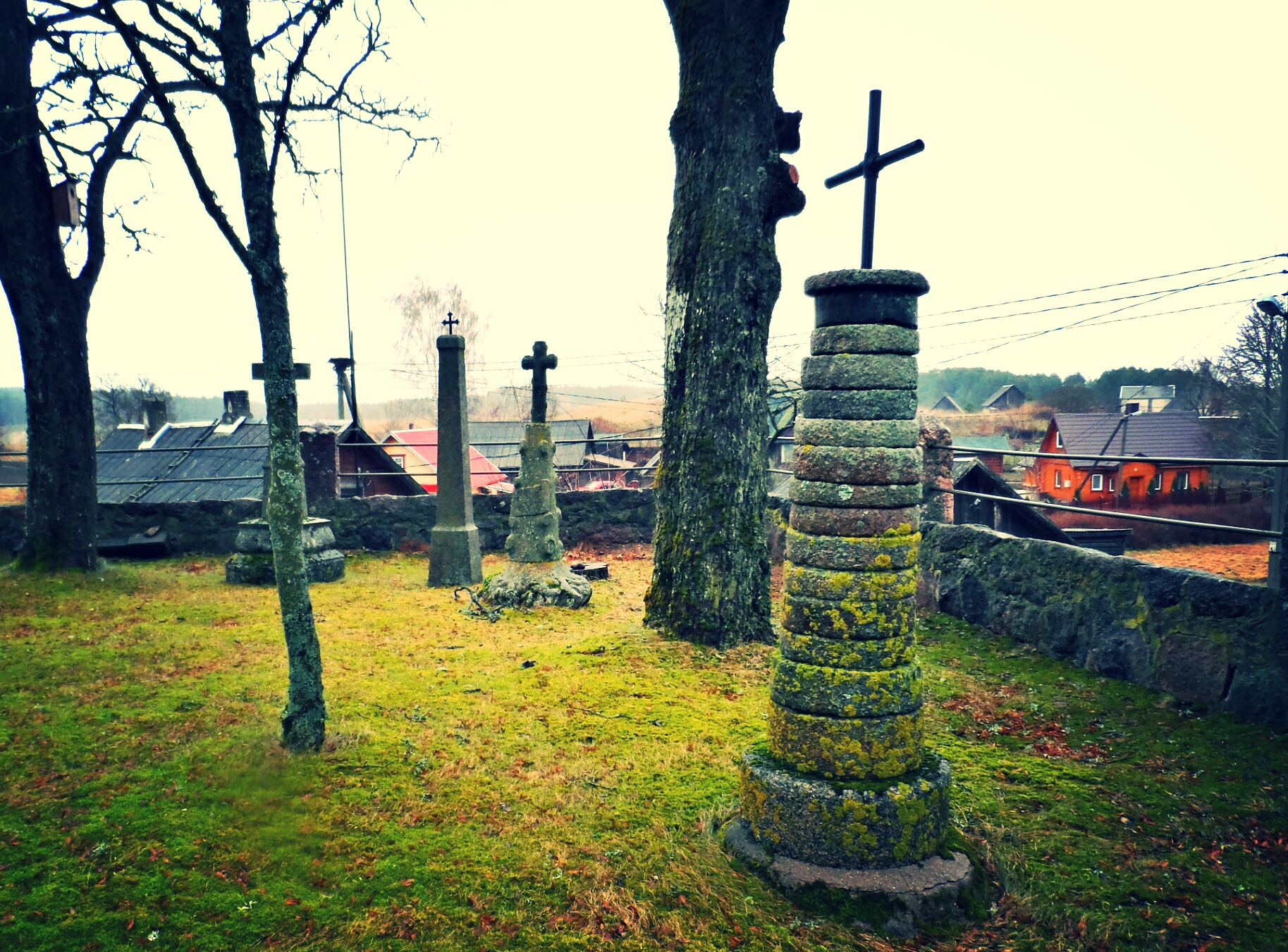
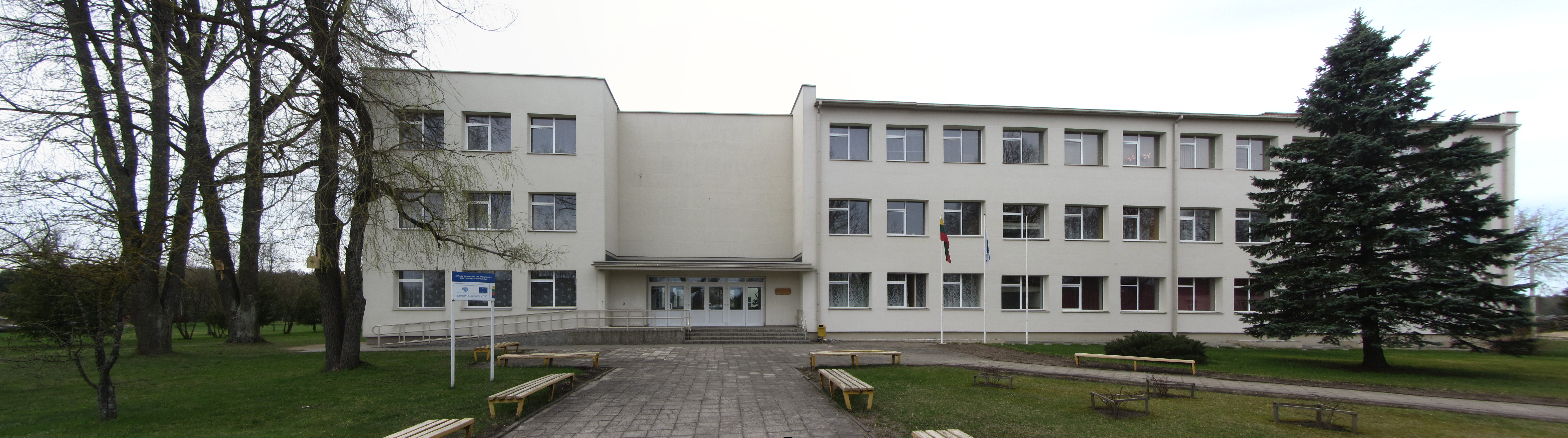
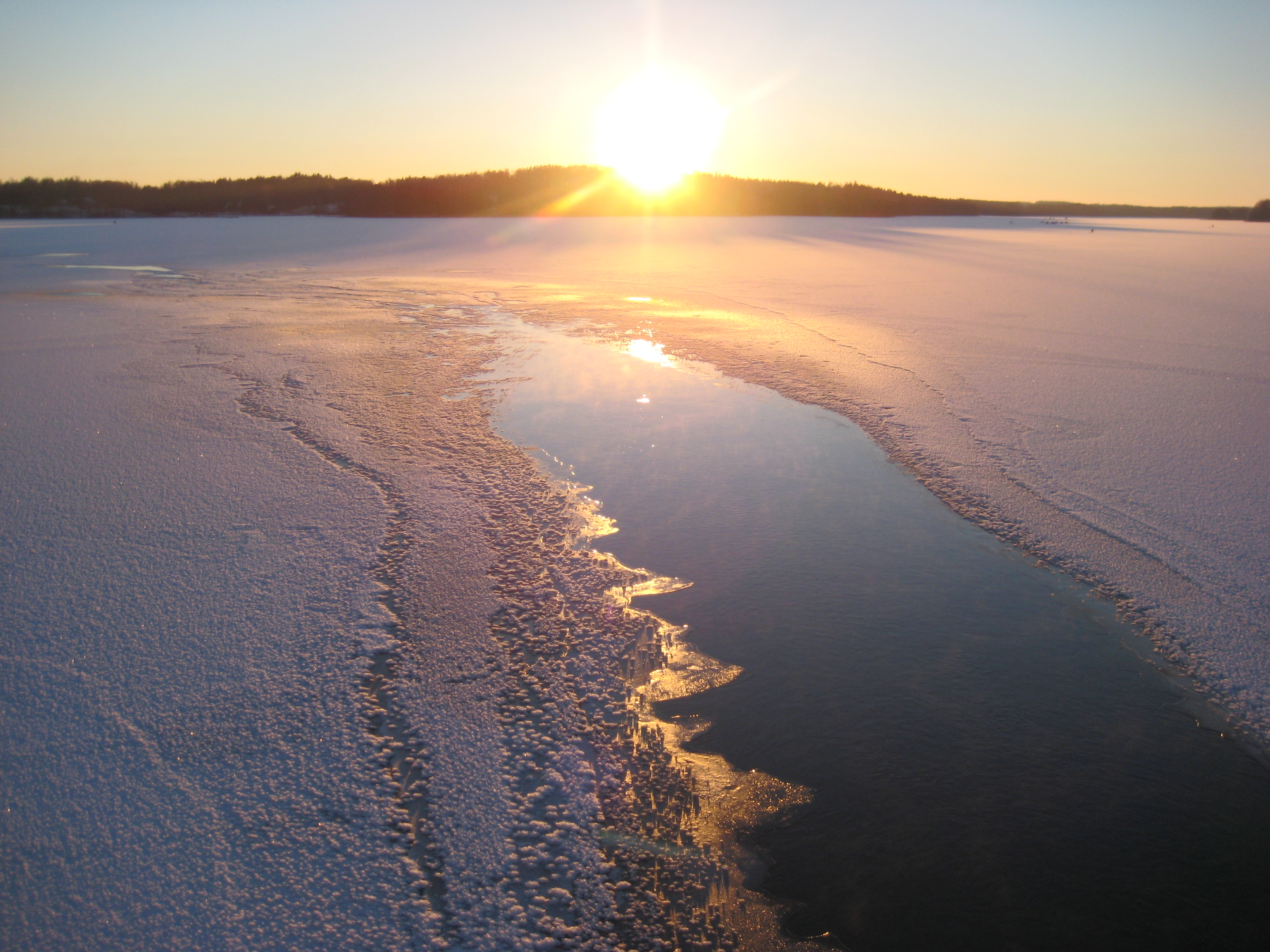

## Население
| 1833                                                                                                  | 1868* | 1900 | 1902 | 1923 | 1959 | 1970 |
| --- | ----- | ---- | ---- | ---- | ---- | ---- |
| 405                                                                                                   | 1083  | 2380 | 2487 | 1918 | 750  | 595  |
| 1979                                                                                                  | 1982  | 1986 | 1989 | 2001 | 2011 | -    |
| 611                                                                                                   | 680   | 679  | 705  | 604  | 519  | -    |
| - * pagal enciklopedijos išleidimo metus. Metai, kurių duomenys pateikti enciklopedijoje, nenurodyti. |       |      |      |      |      |      |
| Гистограмма динамики населения                                                                        |       |      |      |      |      |      |